# Nausigaster chrysidiformis
Nausigaster chrysidiformis är en tvåvingeart som beskrevs av Shannon 1922. Nausigaster chrysidiformis ingår i släktet Nausigaster och familjen blomflugor.
Artens utbredningsområde är Peru. Inga underarter finns listade i Catalogue of Life.